# Synchronizované plavání na Letních olympijských hrách 2004
Synchronizované plavání na Letních olympijských hrách 2004.

## Medailistky
| Soutěž   | Zlato | Stříbro | Bronz |
| -------- | --- | --- | --- |
| Dvojice  | Rusko (RUS) · Anastasija Davydovová · Anastasija Jermaková | Japonsko (JPN) · Miya Tachibana · Miho Takeda                                                                                             | Spojené státy americké (USA) · Alison Bartosik · Anna Kozlova |
| Družstva | Rusko (RUS) · Yelena Azarova · Olga Brusnikina · Anastasija Davydovová · Anastasija Jermaková · Elvira Khasyanova · Maria Kisseleva · Olga Novokshchenova · Anna Shorina · Mariya Gromova | Japonsko (JPN) · Michiyo Fujimaru · Saho Harada · Kanako Kitao · Emiko Suzuki · Miya Tachibana · Miho Takeda · Juri Tatsumi · Yoko Yoneda | Spojené státy americké (USA) · Alison Bartosik · Tamara Crow · Erin Dobratz · Rebecca Jasontek · Anna Kozlova · Sara Lowe · Lauren McFall · Stephanie Nesbitt · Kendra Zanotto |

## Přehled medailí
| Pořadí | Země                         | Zlato | Stříbro | Bronz | Celkově |
| ------ | ---------------------------- | ----- | ------- | ----- | ------- |
| 1.     | Rusko (RUS)                  | 2     | 0       | 0     | 2       |
| 2.     | Japonsko (JPN)               | 0     | 2       | 0     | 2       |
| 3.     | Spojené státy americké (USA) | 0     | 0       | 2     | 2       |
| Celkem | Celkem                       | 2     | 2       | 2     | 6       |